# Fiume Spöl
Fiume Spöl är ett vattendrag i Schweiz, på gränsen till Italien. Det ligger i den östra delen av landet, 200 km öster om huvudstaden Bern.
I omgivningarna runt Fiume Spöl växer i huvudsak barrskog. Runt Fiume Spöl är det mycket glesbefolkat, med 4 invånare per kvadratkilometer.